# Siphlonurus luridipennis
Siphlonurus luridipennis is een haft uit de familie Siphlonuridae. De wetenschappelijke naam van de soort is voor het eerst geldig gepubliceerd in 1839 door Burmeister.
De soort komt voor in het Nearctisch gebied.